# Insurrektionell anarkism
Insurrektionell anarkism är en revolutionär teori, praktik och tendens inom den anarkistiska rörelsen, med drag från Bakunin och influenser från den autonomt marxistiska rörelsen. Man förespråkar informell organisering baserad på små affinitetsgrupper, fokuserade på attack, permanent klasskrig och en vägran att förhandla eller kompromissa med klassfiender.

## Historia
Insurrektionell anarkism är en relativt ny doktrin då den är anpassad till dagens samhälle och dagens antagonister. Tendensen utvecklades antagligen ur 1970-talets autonomister. Det insurrektionella perspektivet kan dock spåras tillbaka till Errico Malatesta, Luigi Galleani, Michail Bakunin och även Max Stirner.

## Grundläggande teser
De flesta involverade i det insurrektionella perspektivet är överens om att det är omöjligt och inte önskvärt att hävda en enhetlig teori. Perspektivet är snarare att betrakta som en tendens i klasskampen. Det går emellertid att identifiera några grundläggande teser. Framför allt framhålls att anarkismens betoning på autonomi och självorganisering av kampen måste hållas konsekvent för att statens eller kapitalets organisering inte ska reproduceras. Detta har lett många till att förkasta all form av formell organisering rakt av till förmån för informell organisering medan mer pragmatiskt lagda framhåller klasskonflikten som primär och organisationsformerna denna tar som underordnade förmågan att upprätthålla permanent konfliktualitet, det vill säga förmågan att hålla initiativet.
En gemensam utgångspunkt är också den aktiva minoriteten snarare än massan som i arbetarrörelsen. Revolutionärer och andra radikala befinner sig alltid till en början i minoriteter eller isolerad ensamhet. Det insurrektionella perspektivet tar därför fasta på att dessa minoriteter måste odla former som är anpassade för deras situation istället för att anpassa sig efter en fix form. Den ofta mer eller mindre informella form denna basorganisering tar sig är affinitetsgruppen, som på nästa nivå när flera affinitetsgrupper börjar kommunicera med varandra och samordna sig, bildar nätverk och kluster.
Kombinationen av dessa två grundläggande teser (betoningen på autonomi och självorganisering samt den aktiva minoriteten som utgångspunkt) leder vidare till synen på upproret som väsentligen mångfasetterat och okontrollerbart. Styrkan i ett uppror bedöms inte utifrån det insurrektionella perspektivet av "muskelstyrkan" de enskilda rörelserna, organisationerna eller angreppen på stat och kapital, utan i dess okontrollerbarhet och förmåga att som mångfald uppnå samtidighet utan att reduceras under en ny makt (i form av parti eller liknande).”

## Teori
Insurrektionell anarkism är en kritik mot de gamla stela organisationerna som till exempel fackföreningar och federationer. Vikt läggs på att vara odogmatisk och att anpassa taktikerna efter nutidens utmaningar. Formella organisationer kritiseras också för att de lägger vikt på att uppehålla en organisation, istället för att uppehålla klasskonflikten. ”Kontinuerligt förtryck måste mötas med kontinuerlig konfrontation”.

## Praktik och organisationsform
Den insurrektionella anarkismen är en strömning som betonar direkt aktion och flexibel organisering för att uppnå enhet mellan direkt aktion och organisationsform.
Insurrektionella anarkister organiserar sig i informella autonoma affinitetsgrupper. Beslut tas med konsensus. Energi läggs på att vara osynliga för ordningsmakten, men samtidigt att vara synliga för övrigt folk. Grupperna svarar inte heller till någon högre makt utan är helt ledarlösa och självständiga.
Enligt den insurrektionella doktrinen kan decentralisering användas för att överrumpla motståndaren. Exempelvis kan direkta aktioner utföras på flera separata platser i samma område. På så sätt blir det svårare för ordningsmakten att agera effektivt.

## Utbredning
I Grekland är insurrektionell anarkism kanske den vanligaste organisationsformen för anarkister. Det syntes tydligt under kravallerna i Grekland 2008 då kravaller och aktioner decentraliserat utfördes på olika håll i Grekland med kort varsel av bland annat informella grupper. Insurrektionell anarkism är också vanligt i USA, Frankrike, Italien, Argentina och Kanada.

## Övrigt
Specialförband såsom Delta Force och liknande kan ibland vara organiserade i små autonoma grupper. En sådan grupp skall självständigt bakom fiendes linje störa och sabotera fiendens verksamhet.
Så kallade sleeper cells kan vara organiserade på ett vis som liknar insurrektionalism med oberoende celler. Detta kallas "Clandestine cell system" och ledarlöst motstånd.

## Kritik
Det har riktats kritik mot det insurrektionella perspektivet från många håll. I Sverige har syndikalistisk kritik varit den mest framträdande. Denna hävdar i huvudsak att insurrektionella inte formulerar några modeller för organisering och förvaltning på storskalig nivå.
Fördelen med insurrektionell anarkism är också dess nackdel. Grupperna kan vara så pass osynliga, till skillnad från en formell organisation, att det kan vara svårt att rekrytera nya medlemmar. Det är också svårt att veta exakt hur många grupper det finns ute i världen.

### Insurrektionella grupper och publikationer
- Kampen mot Det existerande
- Det Vilda Motstandet
- Batkogruppen Svensk insurrektionell grupp
- Act for freedom now!
- 325 Magazine
- Killing King Abacus En insurrektionell publikation från USA
- Insurrektionell grupp från Seattle USA
- Insurrectionary Anarchists of the Coast Salish Territories, Kanadensiska insurrektionella anarkister.
- Non Fides, Fransk insurrektionell publikation
- La Anarquia, Argentinsk insurrektionell publikation (Spanska)
- Social War, Italienska insurrektionalister
- A Murder of Crows En insurrektionell tidning från Seattle USA.